# Krystian Zimerman
Krystian Zimerman (sinh ngày 5 tháng 12 năm 1956) là nghệ sĩ dương cầm và nhạc trưởng người Ba Lan, và thường được coi là một trong những nghệ sĩ dương cầm xuất sắc nhất thế hệ của mình. Ông giành chiến thắng Cuộc thi piano quốc tế Frédéric Chopin lần thứ 9 năm 1975 khi mới 19 tuổi.
Sinh ra tại Zabrze, Zimerman theo học piano tại Nhạc viện Karol Szymanowski ở Katowice. Sau thành công tại Cuộc thi piano quốc tế Frédéric Chopin, ngay lập tức ông trở thành nghệ sĩ khách mời cho hàng loạt dàn nhạc giao hưởng và nhiều nghệ sĩ nhạc cổ điển nổi tiếng trên thế giới như Claudio Abbado, Daniel Barenboim, Leonard Bernstein, Pierre Boulez, Charles Dutoit, Carlo Maria Giulini, Bernard Haitink, Herbert von Karajan, Kirill Kondrashin, Erich Leinsdorf, Lorin Maazel, Zubin Mehta, Riccardo Muti, Seiji Ozawa, Simon Rattle, Esa-Pekka Salonen, Giuseppe Sinopoli, Stanisław Skrowaczewski và Wolfgang Sawallisch.
Tháng 4 năm 2009, ông từ chối trình diễn tại Nhà biểu diễn nhạc Walt Disney nhằm phản đối việc chính phủ Mỹ lắp đặt hệ thống phòng thủ tên lửa trên lãnh thổ Ba Lan. Trước đó, Zimerman từng công khai yêu cầu Tổng thống George W. Bush từ chức. Đặc biệt, hai chiếc dương cầm của ông đều bị hư hỏng nặng bởi lực lượng an ninh của Sân bay quốc tế John F. Kennedy. Kể từ đó ông chưa từng quay lại biểu diễn tại Mỹ.
Zimerman hiện sống cùng vợ và hai con tại Binningen, gần Basel, Thụy Sĩ. Khi không đi lưu diễn, ông biên soạn lại nhạc phẩm của Władysław Szpilman cho nhà xuất bản Boosey & Hawkes, và từng phát hành một cuốn sách về piano tại Ba Lan vào tháng 3 năm 2005.

## Danh sách đĩa nhạc
Hầu hết các sản phẩm của Zimerman đều do Deutsche Grammophon phát hành. Ngoại lệ được ghi chú riêng.